# Hello! Spank (singolo)
Hello! Spank  è un singolo pubblicato nel 1982 di Aiko & Company (nei crediti della sigla della serie animata è invece attribuito a a I Cuccioli).

## Descrizione
Il brano fu registrato sul finire del 1981 ed era la sigla dell'anime Hello! Spank, scritto da Luigi Albertelli su musica e arrangiamento di Vince Tempera e interpretato dal Coro di Paola Orlandi.
Sul lato B è incisa la versione strumentale.
Entrambi i brani sono stati inseriti nella compilation W la tivù e in numerose raccolte.

## Tracce
Testi e musiche di Luigi Albertelli e Vince Tempera.
- Lato A

1. Hello! Spank

- Lato B

1. Hello! Spank (strumentale)